# Goleszowski Potok
Goleszowski Potok (inaczej: Goleszówki) – potok w Beskidzie Śląskim na terenie Brennej, lewobrzeżny dopływ Leśnicy.
Długość ok. 2,3 km. Źródła na północnych stokach Trzech Kopców Wiślańskich. Spływa na północ, a następnie na północny wschód, oddzielając od głównego pasma Równicy boczny grzbiecik Gronika (667 m n.p.m.). Uchodzi do Leśnicy koło leśniczówki w Brennej Leśnicy. W dolince Goleszowskiego Potoku leży niewielki przysiółek Brennej zwany Pilarzy Potok. Dolną częścią dolinki biegnie zielono znakowany  szlak turystyczny z Brennej Leśnicy na Trzy Kopce Wiślańskie.